# الطوابع البريدية والتاريخ البريدي في البحرين

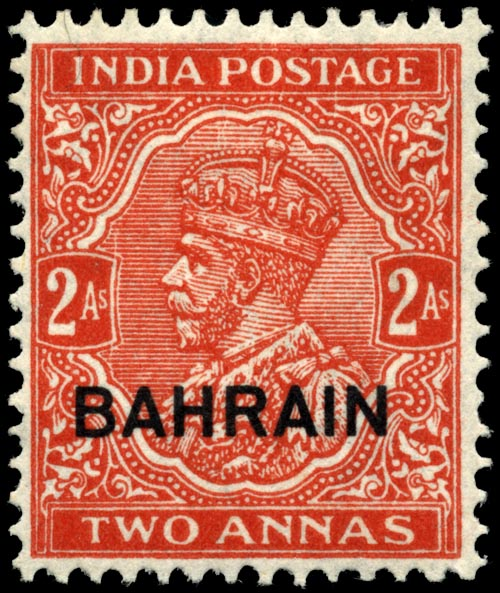
طابع البحرين عام 1935

استخدمت البحرين لأول مرة الطوابع البريدية من الهند البريطانية قبل إصدار طوابع خاصة بها في نهاية المطاف في عام 1960.

## السنوات الأولى
افتتح أول مكتب بريد في البحرين في 1 أغسطس 1884 في العاصمة المنامة. كان هذا المكتب الفرعي لمكتب بريد الهندي في بوشهر في إيران وكلاهما كانا جزءا من دائرة بريد بومباي. ظل هذا المكتب حتى عام 1946. حتى عام 1933 استخدمت طوابع موشحة باسم الهند البريطانية في البحرين.

## من 1933 إلى 1947
استخدمت طوابع موشحة باسم الهند البريطانية في البحرين من 1933 إلى 1947 ومطبوع عليها صورة جورج الخامس من 1933 ثم جورج السادس من 1938. كانت الطوابع الهندية متاحة للبيع في البحرين خلال شهر يناير 1946 وصدر كتيب الطوابع بقيمة 16 آنة في عام 1934.

## الطوابع البريطانية

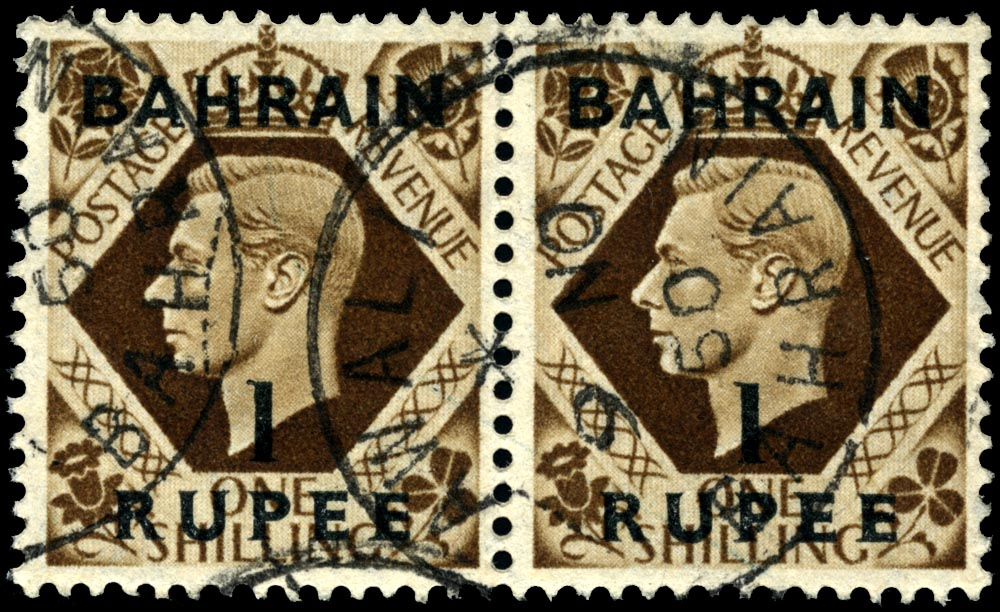
طابع البحرين عام 1948

من 1948 إلى 1960 كانت البحرين تستخدم طوابع بريطانيا العظمى التي تحمل صورة جورج السادس ثم الملكة إليزابيث الثانية موشحة باسم البحرين والقيمة المعمول بها. صدرت أصناف عديدة من الطباعة الفوقية وهي مدرجة في الفهارس المتخصصة ويسعى هواة الطوابع بشغف للحصول عليها.

## الطوابع البحرينية الأولى
كانت أول طوابع مصممة خصيصا للبحرين صدرت في عام 1960 وتحمل صورة الشيخ سلمان بن حمد آل خليفة مع النص العربي في الأعلى. في عام 1964 صدرت مجموعة جديدة تحمل صورة الشيخ عيسى بن سلمان آل خليفة واستلم مكتب بريد البحرين بالكامل من بريطانيا في 1 يناير 1966 عندما صدر مجموعة أخرى.
صدرت عدد من الطوابع المحلية أيضا بين عامي 1953 و1961 للاستخدام المحلي والدولي. هذه الطوابع تحمل صورة الشيخ سلمان بن حمد آل خليفة ومتشابهة في تصميم سلسلة 1960.

## قضايا ضريبة الحرب
خلال الحرب العربية الإسرائيلية من أكتوبر 1973 فرضت البحرين على جميع الرسائل دفع ضريبة 5 فلوس لجمع الأموال للاجئين الفلسطينيين. في البداية أضيفت 5 فلوس للطوابع وختمت الرسائل بختم المجهود الحربي باللغة العربية. يوم 21 أكتوبر 1973 تم إصدار طوابع مطبوعة بالحبر الأزرق الفاتح. في 1 ديسمبر 1973 تم استبدال هذه الطوابع لأول مرة مع جانب واحد نصي أكثر بأسلوب منمق وأيضا في ضوء أزرق. في عام 1988 صدر طابع ثاني بثقوب أكبر قليلا. في حين أن المعروف من الأنسب كما ضرائب الطوابع البريدية والفهارس الكبرى تصنف على أنها طوابع ضريبية للحرب. وتوقع إصدار هذه الطوابع في عام 1994 عندما تغير المسمى إلى لجنة المساعدات الخيرية علما بأنه بلغ مجموع المبلغ الذي جمع 4.905 مليون دينار بحريني.

## الإصدارات الأخيرة
منذ الحصول على الاستقلال البريدي انتهج مكتب بريد البحرين سياسة محافظة بإصدار أربع أو خمس مجموعات من الطوابع في كل عام مع سلسلة جديدة في بعض الأحيان. الطوابع أظهرت عموما موضوعات ذات الاهتمام المحلي أو الإقليمي.

## الطوابع الوهمية
صدرت طوابع وهمية متاحة للجميع على مر السنين من مكتب بريد البحرين بمناسبة السلامة المرورية في عام 1981 والهجن بين عامي 1986 و1990. واقتبست من طوابع بريد السودان وبيعت من أجل مساعدة الأطفال ذوي الاحتياجات الخاصة.